# Liste des acteurs de la conception et de la réalisation du viaduc de Millau
Le viaduc de Millau est un pont à haubans autoroutier franchissant la vallée du Tarn, dans le département de l'Aveyron, en France. Conçu par Michel Virlogeux et ses équipes pour ce qui concerne le tracé et les principes de franchissement, l’ouvrage a été dessiné par l’architecte Norman Foster. Mais pour aboutir à l’inauguration de cet ouvrage, le plus haut pont du monde, de nombreux acteurs sont intervenus. Cet article en dresse la liste.
| Catégories d'acteurs           | Rôle                                                                                   | Domaine                                                                 | Participants |
| ------------------------------ | -------------------------------------------------------------------------------------- | ----------------------------------------------------------------------- | --- |
| Maîtrise d'ouvrage             | Autorité concédante                                                                    |                                                                         | État représenté par la Mission de Contrôle des Autoroutes (RCA) et par l'Arrondissement interdépartemental des ouvrages d'art (AIOA) |
| Maîtrise d'ouvrage             | Concessionnaire                                                                        |                                                                         | Compagnie Eiffage du Viaduc de Millau                                                                                                |
| Conception et Maîtrise d'œuvre | Maître d'œuvre                                                                         |                                                                         | Groupement Setec Société Nationale des Chemins de fer Français                                                                       |
| Conception et Maîtrise d'œuvre | Avant-projet                                                                           |                                                                         | Service d'Études Techniques des Routes et Autoroutes                                                                                 |
| Conception et Maîtrise d'œuvre | Conception                                                                             |                                                                         | Foster and Partners EEG Europe Études Gecti Société d'études R. Foucault et Associés SOGELERG                                        |
| Études                         | Météorologie                                                                           |                                                                         | Météo-France |
| Études                         | Essais au vent                                                                         |                                                                         | Centre scientifique et technique du bâtiment                                                                                         |
| Études                         | Études techniques (génie civil))                                                       |                                                                         | Arcadis EEG-Simecsol Société d'études R. Foucault et Associés STOA Eiffage Thales Engineering & Consulting                           |
| Études                         | Étude de faisabilité (solution lauréate); étude d'exécution (construction/réalisation) |                                                                         | Bureau d'études liégeois Greisch (BEG)                                                                                               |
| Études                         | Géotechnique                                                                           |                                                                         | Terrasol |
| Études                         | Expertise                                                                              | Expertise méthode de lancement du tablier                               | Laboratoire de la construction métallique de l'EPFL (École Polytechnique Fédérale de Lausanne)                                       |
| Réalisation                    | Mandataire                                                                             |                                                                         | Eiffage TP |
| Réalisation                    | Lot Génie civil                                                                        | Titulaire                                                               | Eiffage TP |
| Réalisation                    | Lot Génie civil                                                                        | Terrassements                                                           | Forézienne d'Entreprises Fougerolle Ballot                                                                                           |
| Réalisation                    | Lot Génie civil                                                                        | Béton                                                                   | SATM |
| Réalisation                    | Lot Génie civil                                                                        | Ciment                                                                  | Lafarge Ciments |
| Réalisation                    | Lot Génie civil                                                                        | Centrales à béton                                                       | SATM-BCP |
| Réalisation                    | Lot Génie civil                                                                        | Laboratoire béton                                                       | SIGMA Béton |
| Réalisation                    | Lot Génie civil                                                                        | Acier                                                                   | AG der Dillinger Hüttenwerke |
| Réalisation                    | Lot Génie civil                                                                        | Acier de précontrainte                                                  | DYWIDAG-Systems International |
| Réalisation                    | Lot Génie civil                                                                        | Armatures passives                                                      | Germain SAMT |
| Réalisation                    | Lot Génie civil                                                                        | Soutènements provisoires                                                | SOD STIPS Terastic-Stas |
| Réalisation                    | Lot Génie civil                                                                        | Palées provisoires                                                      | Munch |
| Réalisation                    | Lot Génie civil                                                                        | Coffrages & échafaudages                                                | PERI GmbH PERI S.A.S. France |
| Réalisation                    | Lot Génie civil                                                                        | Grues à tour                                                            | Potain |
| Réalisation                    | Lot Construction métallique                                                            | Titulaire                                                               | Eiffel Construction Métallique |
| Réalisation                    | Lot Construction métallique                                                            | Pylônes                                                                 | Secométal S.A. |
| Réalisation                    | Lot Construction métallique                                                            | Contrôle soudure                                                        | Institut de Soudure |
| Réalisation                    | Lot Construction métallique                                                            | Haubans                                                                 | Freyssinet International |
| Réalisation                    | Lot Construction métallique                                                            | Acier des haubans                                                       | Trenzas y Cables de Acero PSC, S.L.                                                                                                  |
| Réalisation                    | Lot Construction métallique                                                            | Appareils d'appuis                                                      | Maurer Söhne GmbH & Co. KG SNAC |
| Réalisation                    | Lot Construction métallique                                                            | Joints de chaussées                                                     | Maurer Söhne GmbH & Co. KG |
| Réalisation                    | Lot Construction métallique                                                            | Barrières de sécurité                                                   | COMELY |
| Réalisation                    | Lot Construction métallique                                                            | Expertise fabrication des éléments du tablier                           | Laboratoire de la construction métallique de l'EPFL (École Polytechnique Fédérale de Lausanne)                                       |
| Réalisation                    | Chaussées                                                                              | mandataire                                                              | Appia |
| Réalisation                    | Chaussées                                                                              | grenaillage du tablier                                                  | AER |
| Réalisation                    | Chaussées                                                                              | fourniture de la feuille d’étanchéité                                   | Siplast |
| Réalisation                    | Chaussées                                                                              | pose de la feuille d’étanchéité                                         | Sacan |
| Réalisation                    | Chaussées                                                                              | étanchéité résine, traitement des points particuliers                   | Sept |
| Réalisation                    | Chaussées                                                                              | mise en œuvre des enrobés de terre-plein central et de section courante | Mazza |
| Réalisation                    | Chaussées                                                                              | fabrication du liant modifié Orthoprène                                 | ALE (Appia) |
| Réalisation                    | Chaussées                                                                              | fabrication des enrobés                                                 | Poste d’enrobage Mazza |
| Réalisation                    | Chaussées                                                                              | fabrication des enrobés                                                 | Poste d’enrobage Appia Midi-Pyrénées                                                                                                 |
| Réalisation                    | Chaussées                                                                              | transports des enrobés                                                  | 45e Parallèle |
| Réalisation                    | Chaussées                                                                              | mise en œuvre des enrobés                                               | Mazza et 'Appia Grands Travaux' |
| Réalisation                    | Chaussées                                                                              | glissières en béton armé                                                | AER |
| Réalisation                    | Chaussées                                                                              | peinture, marquage au sol                                               | Girod Line |
| Réalisation                    | Chaussées                                                                              | Contrôles Granulats                                                     | Appia Méditerranée |
| Réalisation                    | Chaussées                                                                              | Contrôles Liants                                                        | Laboratoire central Corbas |
| Réalisation                    | Chaussées                                                                              | Contrôles Mise en œuvre                                                 | Appia Méditerranée |
| Réalisation                    | Chaussées                                                                              | Contrôles Uni APL                                                       | LCPC - CETE Méditerranée et CETE Sud-Ouest                                                                                           |
| Réalisation                    | Chaussées                                                                              | Contrôles Épaisseurs radar                                              | CETE Normandie |
| Réalisation                    | Divers                                                                                 | Peinture                                                                | Borifer SPR |
| Réalisation                    | Divers                                                                                 | Translateurs                                                            | Maurer Söhne GmbH & Co. KG |
| Réalisation                    | Divers                                                                                 | Hydraulique                                                             | Enerpac |
| Réalisation                    | Divers                                                                                 | Convois exceptionnels                                                   | Capelle Guttman MKTS |
| Réalisation                    | Divers                                                                                 | Bus informatiques                                                       | Siemens AG |
| Réalisation                    | Divers                                                                                 | Courants faibles & forts                                                | Forclum |
| Réalisation                    | Divers                                                                                 | Ascenseurs                                                              | Intervect |
| Réalisation                    | Divers                                                                                 | Tuyauterie                                                              | CICO Normandie Tuyauteries |
| Réalisation                    | Divers                                                                                 | Instrumentation                                                         | SITES |